# Cantonul Ancenis
Cantonul Ancenis este un canton din arondismentul Ancenis, departamentul Loire-Atlantique, regiunea Pays de la Loire, Franța.

## Comune
- Ancenis (reședință)
- Anetz
- Mésanger
- Oudon
- Pouillé-les-Côteaux
- La Roche-Blanche
- Saint-Géréon
- Saint-Herblon